# Cacomantis merulinus
Cacomantis merulinus е вид птица от семейство Cuculidae.

## Разпространение
Видът е разпространен в Бангладеш, Бутан, Бруней, Виетнам, Индия, Индонезия, Камбоджа, Китай, Лаос, Малайзия, Мианмар, Сингапур, Тайланд и Филипините.